# Окружни судови Републике Србије
Окружни судови Републике Србије су били првостепени и другостепени судови опште надлежности у Србији.
Оснивали су се за територију више општина.

## Надлежност

### У првом степену
Окружни суд је у првом степену:
- судио за кривична дела за која је као главна казна предвиђена казна затвора преко десет година или тежа казна;
- судио за савезним законом и законом Републике Србије предвиђена кривична дела против привреде и јединства југословенског тржишта; за кривична дела против части и угледа кад су учињена путем средстава јавног информисања, и за кривична дела: одавање државне тајне; позивање на насилну промену уставног уређења; изазивање националне, расне и верске мржње, раздора или нетрпељивости; повреда територијалног суверенитета; удруживање ради непријатељске делатности; организовање групе и подстицање на извршење геноцида и ратних злочина; повреда угледа Савезне Републике Југославије; повреда угледа Републике Србије или друге републике у СР Југославији; повреда угледа стране државе; повреда угледа међународне организације; одавање службене тајне; примање мита; давање мита; кршење закона од стране судије; угрожавање безбедности лета ваздухоплова; неовлашћена производња и стављање у промет опојних дрога; омогућавање уживања опојних дрога; убиство на мах; силовање; противприродни блуд;
- водио кривични поступак према малолетницима;
- одлучивао о молби за престанак мере безбедности или правне последице осуде за кривична дела из своје надлежности;
- судио у грађанскоправним споровима кад је вредност предмета спора омогућавала изјављивање ревизије; у споровима о оспоравању или утврђивању очинства и материнства; о ауторским и сродним правима, заштити и употреби проналазака, модела, узорака, жигова и географских ознака порекла ако није надлежан други суд; о заштити права личности укључујући и накнаду штете; у споровима о објављивању исправке информације и одговора на информацију;
- судио у споровима поводом штрајка; поводом колективних уговора ако спор није решен пред арбитражом; поводом обавезног социјалног осигурања ако није надлежан други суд; поводом матичне евиденције; поводом избора и разрешења органа правних лица ако није надлежан други суд;
- одлучивао о забрани растурања штампе и ширења информација средствима јавног информисања.

Окружни суд је водио поступак за издавање окривљених и осуђених лица, извршавао кривичну пресуду иностраног суда, одлучивао о признању и извршењу страних судских и арбитражних одлука ако није надлежан други суд и вршио друге послове одређене законом.

### У другом степену
Изменама и допунама закона из 2006. године окружни судови су одређени као непосредно виши судови за општинске судове. У другом степену су одлучивали о жалбама на одлуке општинских судова: о одређивању мера обезбеђења присуства окривљеног; у скраћеном кривичном поступку; у грађанскоправним споровима ако за одлучивање о жалби није био надлежан апелациони суд; у извршним и ванпарничним поступцима.